# عبدالرضا
عبدالرضا نام کوچک برای مردان است. افراد شاخص با این نام از این قرارند:
- عبدالرضا مصری
- عبدالرضا شیخ‌الاسلامی
- عبدالرضا رحمانی فضلی
- عبدالرضا زکایی
- عبدالرضا محمدیان
- عبدالرضا کاهانی
- عبدالرضا عزیزی
- عبدالرضا ترابی
- عبدالرضا کیانی‌نژاد
- عبدالرضا قطبی
- عبدالرضا زارعی
- عبدالرضا اکبری